# Apteroteleutias amoenus
Apteroteleutias amoenus är en insektsart som beskrevs av Max Beier 1962. Apteroteleutias amoenus ingår i släktet Apteroteleutias och familjen vårtbitare. Inga underarter finns listade i Catalogue of Life.